# Xanthorhoe tuta
Xanthorhoe tuta là một loài bướm đêm trong họ Geometridae.